# امبرامسنیل
امبرامسنیل (به فرانسوی: Ambrumesnil) یک کامین در فرانسه است که در Canton of Offranville واقع شده‌است.

## خصوصیات
امبرامسنیل ۵٫۱۴ کیلومترمربع مساحت و ۵۲۳ نفر جمعیت دارد و ۸۲ متر بالاتر از سطح دریا واقع شده‌است.